# Barjac, Ariège
Barjac är en kommun i departementet Ariège i regionen Occitanien i södra Frankrike. Kommunen ligger  i kantonen Sainte-Croix-Volvestre som ligger i arrondissementet Saint-Girons. År 2022 hade Barjac 43 invånare.

## Befolkningsutveckling
Antalet invånare i kommunen Barjac
Referens: INSEE